# تاج الملوك بهلوي
تاج الملوك بهلوي (17 مارس 1896م / 10 مارس 1982م) هي زوجة رضا بهلوي شاه إيران الأسبق ووالدة شاه إيران محمد رضا بهلوي.
ماتت دون أن تعرف بوفاة ابنها .

## النشأة
اسمها الحقيقي هو نيمتاج ايرملو، وهي من نسل عائلة عسكرية فوالدها (تيمور خان ايرملو) كان قائد عسكرى قادم من أذربيجان إلى إيران.

## الحياة الشخصية
تزوجت من شاه إيران رضا بهلوي و أنجبت له أربعة من الأبناء: محمد رضا بهلوي (اخر شاه لإيران)، وشمس بهلوي ، واشرف بهلوي (تؤام محمد رضا) وعلي بهلوي.

## دورها
تعد أول امبراطروة لإيران تظهر إلي الشعب عن طريق الصحف، ويكون لها دور مجتمعي.

## أخر سنوات الحياة
قبل ثورة 1979 في إيران، ارسلها ابنها محمد رضا بهلوى إلى شقيقته شمس بهلوى في بيفرلى هيلز بالولايات المتحدة، ووصلت إلى لوس انجلوس في 30 ديسمبر 1978 ، على متن الخطوط الجوية الإيرانية رحله رقم 747 
وبعد وصولها وبالتحديد يوم 2 يناير 1979 قام عدد من الطلاب الإيرانيين بمهاجمة المنزل وحاولوا إحراقه لكن تم انقاذهم 

## الوفاة
توفيت بمرض اللوكيميا، قبل 7 أيام من عيد ميلادها الـ 86 